# Graomys chacoensis
Graomys chacoensis es una especie poco conocida de roedor de pequeño tamaño del género Graomys de la familia Cricetidae. Habita en el centro de Sudamérica.

## Taxonomía
Este taxón fue descrito originalmente en el año 1901 por el zoólogo estadounidense Joel Asaph Allen, bajo el nombre científico de Phyllotis chacoënsis.
Localidad tipo
La localidad tipo referida es: “Waikthlatingwayalwa, en el Chaco Boreal, Paraguay”.
Ejemplar tipo
El ejemplar tipo es un adulto, catalogado como 98-5-14-2; fue depositado en el Museo Británico. El mismo fue colectado por Graham Kerr el 5 de septiembre de 1897.
Etimología
Etimológicamente el término específico es un topónimo que refiere a la patria de origen del ejemplar tipo: la región chaqueña.

## Morfología
Según la descripción original, este taxón se separa de otros de su género por ser de mayor tamaño y por tener el pelaje más brillante y anteado (no grisáceo) con el ventral de color blanco puro, no grisáceo claro. Los 3 ejemplares capturados en Waikthlatingwvayalwa y que sirvieron para su descripción respondían a las mismas características externas, incluyendo el pelaje ventral completamente blanco.
Cuando el zoólogo británico Oldfield Thomas describió a Graomys centralis, notó que tenía un bulla timpánica mayor que G. domorum pero menor que G. chacoensis y que los molares diminutos la distinguían bien de otras especies del género.
Tamaño
G. chacoensis es la mayor especie del género, con largos totales de 327 mm, con longitud de cabeza más el cuerpo de 142 mm y cola de 185 mm.
Historia taxonómica
Su historia taxonómica es compleja. Este taxón fue categorizado como subespecie de Graomys centralis (Thomas, 1902) especie que habita más al sur -en el centro de la Argentina-, o de Graomys griseoflavus (Waterhouse, 1837) la que en sentido estricto sería aún más austral.
G. medius había sido sinonimizado con G. griseoflavus y en 2007 con G. centralis y, como hipótesis, que G. medius y G. centralis serían sinónimos de G. chacoensis, la cual había sido considerada una especie válida por M. Díaz en 1999 al examinar su ejemplar tipo, si bien en 2007 la transfirió a G. griseoflavus como una subespecie.
En el año 2009, los investigadores Luis Ignacio Ferro y Juan José Martínez, luego de analizar evidencia molecular (cariotipo 2n = 42) y morfométrica de ejemplares formoseños y compararlos con ejemplares y descripciones de todas las especies del género, concluyeron que G. chacoensis era una especie válida, y a ella y no a G. centralis le correspondían adjudicarle los especímenes del género que habitaban el chaco húmedo y septentrional.

## Distribución geográfica
Esta especie habita en zonas arbustivas y boscosas semiáridas a húmedas en el oeste del Paraguay sudeste de Bolivia y el norte de la Argentina, en la región del chaco. 
Según su descripción original fue encontrada por primera vez al norte de la región chaqueña del Paraguay, al noroeste de Asunción.  
En el Argentina fueron capturados dos ejemplares en julio de 2004 en la porción septentrional de su región chaqueña, en la zona de Comandante Fontana, departamento Patiño en el oeste de la provincia de Formosa.
- Cruce entre la ruta 95 y el riacho Pilagá, 7 km al norte del cruce entre la ruta 81 y 95 (25°13’S 59°42’).
- Estancia Poguazú, 8 km al norte del cruce entre la ruta 81 y la 95, 6 km al este de la ruta 95 (25°12′S 59°38′W).

La piel y el esqueleto de ambos fueron depositados en la colección de Mamíferos del Museo Lillo (CML), de San Miguel de Tucumán, con números de colección CML 7539 y CML 7540, con números de campo LIF 078 y LIF 118, respectivamente.